# توصيل الجينات
توصيل الجينات (بالإنجليزية: Gene delivery)‏، وهي عملية لإدخال جين خارجي، مثل الدنا أو الرنا، إلى خلية مضيفة. يجب أن تصل عملية توصيل الجينات إلى الخلية المضيفة حتى تحفز التعبير الجيني. تتطلب عملية توصيل الجينات الناجحة أن تظل الجينات الخارجية مستقرةً داخل الخلية المضيفة مع قدرتها على الاندماج في الجينوم أو التضاعف بصورة مستقلة عنه. ويقتضي ذلك تصنيع الدنا ليكون جزءًا من أحد النواقل، والذي يُصمم ليكون قادرًا على دخول الخلية المضيفة المستهدفة لتوصيل الجين المتحور إلى جينوم هذه الخلية. يمكن تقسيم النواقل المستخدمة في عملية توصيل الجينات إلى مجموعتين: فيروسات مؤتلفة ونواقل اصطناعية (فيروسية وغير فيروسية).
في حقيقيات النوى المعقدة متعددة الخلايا (تحديدًا الوايزمانيات)، إذا أُدخل الجين المتحور إلى خلايا الخط الجنسي للمضيف، يمكن للخلية المضيفة الناتجة عن هذه العملية تمرير الجين المتحور إلى نسل هذا الكائن. وإذا أُدخل الجين المتحور إلى الخلايا الجسدية، سيظل هذا الجين في خلايا الخط الجسدي، وبالتالي سيبقى في الكائن المضيف فقط.
يعتبر توصيل الجينات خطوةً ضروريةً في مجال العلاج الجيني عن طريق إدخال، أو إيقاف، أحد الجينات بهدف الحصول على نتائج علاجية معينة في المرضى، بالإضافة أيضًا إلى تطبيقات هذه العملية في مجال التعديل الجيني للمحاصيل الزراعية. يوجد العديد من الطرق المتنوعة لهذه العملية بما يتناسب مع مختلف أنواع الخلايا والأنسجة.

## تاريخ
ظهرت النواقل الفيروسية في ثمانينيات القرن التاسع عشر كأداة للتعبير عن الجينات المتحورة. وفي 1983، وصف العالم ألبرت سيغل استخدام النواقل الفيروسية في التعبير عن الجينات المتحورة في النباتات، على الرغم أن  معالجة الفيروسات، عبر تنسيل الدنا المتمم، لم تكن متاحةً آنذاك. كان فيروس الوقس أول فيروس يُستخدم كناقل لقاحي في عام 1984، وكان بغرض حماية قردة الشمبانزي من التهاب الكبد الفيروسي ب. ذُكر توصيل الجينات غير الفيروسي أول مرة بواسطة العالم أوزوالد إيفري وآخرين؛ إذ بينوا أن النمط الظاهري الخلوي يمكن تغييره عبر التعرض إلى الدنا الخارجي.

## الطرق

تعتمد عملية التحويل البكتيري على نقل أحد الجينات من بكتيريا إلى أخرى. ويندمج هذا الجين مع بلازميد البكتيريا المضيفة ويمكن لهذه البكتيريا التعبير عنه.

يوجد العديد من الطرق المتنوعة المتاحة لتوصيل الجينات إلى الخلايا المضيفة. تسمى هذه العملية بالتحول عند توصيل الجينات إلى البكتيريا أو النباتات، بينما تسمى بالتعداء عند توصيل الجينات إلى الحيوانات. وذلك لأن مصطلح التحول يحمل معنًى مختلفًا بالنسبة للحيوانات، إذ إنه يشير إلى تحول الخلية إلى الحالة السرطانية. يمكن لبعض أنواع البكتيريا أن تمتص الدنا الخارجي بطريقة طبيعية، وبالتالي لا تحتاج إلى طرق خارجية لتوصيل الجينات إليها. تحتاج أغلب الخلايا تدخلات خارجيةً بطريقة ما لزيادة نفاذية غشاء الخلية بالنسبة للدنا وذلك للسماح بإدخال الدنا إلى جينوم الخلية المضيفة بطريقة مستقرة.

### الطرق الكيميائية
تَستخدم الطرق الكيميائية لتوصيل الجينات مركبات كيميائيةً، طبيعيةً أو اصطناعيةً، لتشكيل جسيمات تسهل نقل الجينات إلى الخلايا. وتمتلك هذه النواقل الاصطناعية القدرة على الارتباط الكهروستاتيكي بالدنا أو الرنا، مع إمكانية تكديس المعلومات الجينية بها لاستيعاب عمليات أكبر من النقل الجيني. تدخل النواقل الكيميائية إلى الخلايا غالبًا عن طريق عملية الإدخال الخلوي، موفرةً الحماية للمادة الجينية من التحلل.

#### الصدمة الحرارية
تعتبر هذه الطريقة أحد أبسط طرق التوصيل الجيني، والتي تعتمد على تغيير بيئة الخلية ثم إجهادها عن طريق تعريضها لصدمة حرارية. عادةً ما تُحتضَن الخلايا في محلول يحتوي على كاتيونات ثنائية التكافؤ (كلوريد الكالسيوم على الأغلب) في ظروف باردة، قبل تعريضها إلى النبضة الحرارية. يفكك كلوريد الكالسيوم غشاء الخلية جزئيًا، ما يسمح للدنا المؤتلف بدخول الخلية المضيفة. من المقترح أن تعريض الخلايا إلى الكاتيونات ثنائية التكافؤ، في الظروف الباردة، يمكن أن يغير أو يضعف من بنية سطح الخلية، ليجعلها أكثر نفاذيةً للدنا. ويُعتقد أن النبضة الحرارية ستخلق عدم اتزان حراري عبر الغشاء الخلوي، ما يدفع بالدنا داخل الخلايا عبر المسام الخلوية أو الغشاء التالف للخلية.

#### فوسفات الكالسيوم
وهي طريقة أخرى ضمن الطرق البسيطة لتوصيل الجينات، والتي تعتمد على ربط فوسفات الكالسيوم بالدنا، ثم تعريض الخلايا المضيفة إلى هذا المركب. تحيط الخلايا بهذا المحلول، بالإضافة إلى الدنا، ما يسمح لكمية صغيرة من الدنا بالاندماج مع الجينوم.

#### الجسيمات الشحمية والبوليمرات
يمكن استخدام الجسيمات الشحمية والبوليمرات كنواقل لتوصيل الدنا إلى الخلايا. ترتبط الجسيمات الشحمية ذات الشحنة الموجبة بالدنا ذي الشحنة السالبة بينما يمكن للبوليمرات أن تُصمم بطريقة تجعلها تتفاعل مع الدنا، لتشكيل مركبات تعرف بالمركبات الشحمية والمركبات البوليمرية على الترتيب، والتي تمتصها الخلايا بعد ذلك. ويمكن الدمج بين هذين النظامين. تستخدم النواقل القائمة على البوليمرات، غير الفيروسية، بوليمرات تتفاعل مع الدنا لتكوين مركبات بوليمرية.

#### الجسيمات النانوية
يعتبر استخدام الجسيمات النانوية المُعدلة، العضوية وغير العضوية، إحدى الطرق الأخرى لتوصيل الجينات.

### الطرق الفيزيائية
يمكن تحفيز التوصيل الاصطناعي للجينات باستخدام طرق فيزيائية، والتي تعتمد على إدخال المادة الجينية بالقوة عبر غشاء الخلية.

#### التثقيب الكهربائي

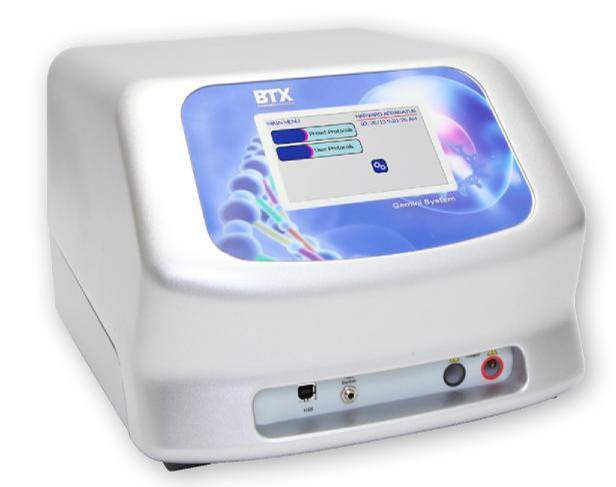
يمكن استخدام أجهزة التثقيب الكهربائي لجعل الغشاء الخلوي أكثر نفاذيةً للدنا.

يعتبر التثقيب الكهربائي طريقةً لتعزيز التأهيل الخلوي. تُعرض الخلايا إلى صدمة وجيزة بمجال كهربائي شدته تتراوح بين 10 و20 كيلوفولت لكل سنتيمتر، وذلك لخلق ثقوب في غشاء الخلية يمكن أن يدخل من خلالها الدنا البلازميدي. وبعد الصدمة الكهربائية، تُغلق هذه الثقوب بسرعة عن طريق آليات إصلاح الغشاء الخلوي بالخلية.

#### المقذوفات الحيوية

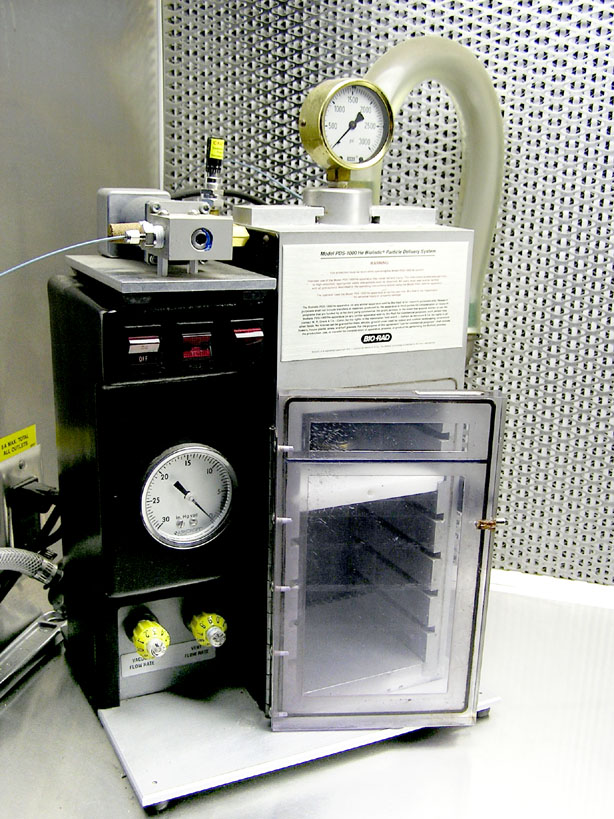
مدفع جيني يستخدم طريقة المقذوفات الحيوية لإدخال الدنا إلى الخلايا.

وهي طريقة أخرى تستخدم في تحويل الخلايا النباتية باستخدام مدفع جيني، والذي يعتمد على إطلاق جسيمات، من الذهب أو التنغستن، مغطاة بالدنا إلى خلايا نباتية صغيرة أو أجنة نباتية. تدخل بعض المواد الجينية إلى الخلايا النباتية وتعمل على تحويلها. يمكن استخدام هذه الطريقة في النباتات المقاومة للإصابة ببكتيريا الأجرعية، كما تستخدم أيضًا في تحويل بلاستيدات النباتات. يمكن تحويل الخلايا النباتية أيضًا عن طريق التثقيب الكهربائي، والذي يقوم على تعريض غشاء الخلية إلى صدمة كهربائية لجعله أكثر نفاذيةً للدنا البلازميدي. وبسبب التلف الذي يصيب الخلايا والدنا عند استخدام طريقتي التثقيب الكهربائي، والمقذوفات الحيوية، تقل كفاءة التحويل باستخدام هاتين الطريقتين مقارنةً بالتحويل عن طريق بكتيريا الأجرعية.

#### الحقن الميكروي
تعتمد هذه الطريقة على حقن الدنا إلى نوية الخلية مباشرةً عبر الغلاف النووي.

#### التثقيب الصوتي
تستخدم هذه الطريقة موجات صوتيةً لخلق ثقوب في غشاء الخلية للسماح بدخول المادة الجينية.

#### التثقيب الضوئي
تستخدم هذه الطريقة نبضات ليزريةً لخلق ثقوب في غشاء الخلية للسماح بدخول المادة الجينية.

#### التثقيب المغناطيسي
تستخدم هذه الطريقة جسيمات مغناطيسيةً مرتبطةً بالدنا مع استخدام مجال مغناطيسي لتركيز الجسيمات الحاملة للحمض النووي إلى الخلايا المستهدفة.

#### التثقيب المائي
يمكن استخدام تأثير الخاصية الشعرية الهيدرودينامي في التلاعب بنفاذية الخلية.

### بكتيريا الأجرعية

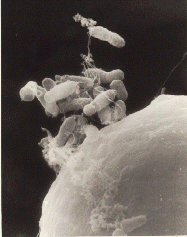
بكتيريا الأجرعية المورمة A. tumefaciens أثناء ارتباطها بخلية لنبات الجزر.

في النباتات، غالبًا ما تُستخدم طريقة إعادة التركيب الجيني بواسطة بكتيريا الأجرعية لإدخال الدنا إلى الخلايا، وذلك للاستفادة من تسلسل شدفة الدنا لبكتيريا الأجرعية الذي يسمح بإدخال المادة الجينية إلى الخلايا النباتية بشكل طبيعي. تُقطع الأنسجة النباتية إلى قطع صغيرة، وتُغمر في سائل معلق على بكتيريا الأجرعية. ترتبط هذه البكتيريا بالعديد من الخلايا النباتية المكشوفة بعد التقطيع. وتستخدم البكتيريا عملية الاقتران البكتيري لنقل جزء من الدنا، يُعرف بشدفة الدنا، من البلازميد الخاص بها إلى الخلايا النباتية. يُوجَّه الدنا المنقول إلى نوية الخلية النباتية ثم يندمج مع الدنا الجينومي للنبات المضيف. تندمج شدفة الدنا البلازميدي بطريقة شبه عشوائية مع جينوم الخلية المضيفة.
ومع تعديل البلازميد للتعبير عن جينات معينة، يستطيع الباحثون إدخال الجين المُختار بطريقة مستقرة إلى الجينوم النباتي. يعتبر المكرران الصغيران (25 زوجًا قاعديًا) الجانبيان فقط أهم الأجزاء الضرورية من شدفة الدنا، إذ يجب استخدام أحدهما على الأقل في عملية التحويل النباتي. تُنسَّل الجينات المُخطط إدخالها إلى النبات لتكوين نواقل تحويل نباتي تحتوي على منطقة شدفة الدنا من البلازميد. وتعتبر عملية تسريب الأجرعية طريقةً بديلةً لهذه الطريقة.